# Новоалексеевка (Каменско-Днепровский район)
Новоалексеевка (укр. Новоолексіївка) — село,
Великознаменский сельский совет,
Каменско-Днепровский район,
Запорожская область,
Украина.
Код КОАТУУ — 2322481802. Население по переписи 2001 года составляло 81 человек.

## Географическое положение
Село Новоалексеевка находится на правом берегу реки Рогачик,
выше по течению на расстоянии в 0,5 км расположен пгт Верхний Рогачик (Верхнерогачикский район),
ниже по течению на расстоянии в 0,5 км расположено село Заря (Верхнерогачикский район),
на противоположном берегу — село Трудовик (Верхнерогачикский район).
Река в этом месте пересыхает.

## История
- 1929 год — дата основания.